# Oreochromis salinicola
Oreochromis salinicola är en fiskart som först beskrevs av Poll, 1948.  Oreochromis salinicola ingår i släktet Oreochromis och familjen Cichlidae. IUCN kategoriserar arten globalt som sårbar. Inga underarter finns listade i Catalogue of Life.